# Evelyn Berezin
Evelyn Berezin (East Bronx, 12 aprile 1925 – Manhattan, 8 dicembre 2018) è stata un'ingegnera, inventrice e informatica statunitense.
È stata la progettista del primo elaboratore di testi computerizzato. Ha anche lavorato su sistemi computerizzati per le prenotazioni aeree.

## Biografia

### Infanzia e istruzione
Berezin è nata nel east Bronx nel 1925 da immigrati ebrei provenienti dall'Impero russo e ha frequentato la Christopher Columbus High School. Ha frequentato l'università all'Hunter College nel gennaio 1941, studiando scienze economiche invece della fisica, che ha preferito perché all'epoca era una materia che veniva preferita come materia per le donne. Dopo l'inizio della seconda guerra mondiale, con una borsa di studio presso la New York University e lezioni gratuite sia all'Hunter che al Politecnico dell'Università di New York durante gli anni della guerra, si presentarono nuove opportunità di studio in fisica.  Contemporaneamente, ha lavorato a tempo pieno come assistente al Dipartimento di reologia della Divisione di ricerca dell'International Printing Company. Frequentando l'università di notte, ha conseguito la laurea in fisica nel 1946.

### Carriera e contributi
Berezin ha iniziato a lavorare alla New York University con una borsa di studio della Commissione per l'energia atomica degli Stati Uniti d'America. Nel 1951 ha accettato un lavoro presso la Electronic Computer Corporation e lì ha iniziato come responsabile del dipartimento di Logic Design. Berezin era l'unica persona che si occupava della progettazione logica per i computer sviluppati dall'ECC. Nel 1957 la ECC è stata acquistata dalla Underwood Corporation (originariamente nota come Underwood Typewriter Company). Qui ha progettato un gran numero di computer che erano molto generici nella struttura ma individuali nell'applicazione specifica. Tra questi c'era un sistema per l'esercito americano per il calcolo della portata, un sistema per il controllo della distribuzione delle riviste e quello che oggi è considerato il primo computer da ufficio.
La Underwood Typewriter Company non fu in grado di continuare lo sviluppo oltre il 1957 e Berezin entrò in una società chiamata Teleregister, già divisione di Western Union. Utilizzando computer a valvola termoionica e commutazione elettromeccanica, Teleregister ha costruito uno dei primi sistemi di prenotazione aerea, il Reservisor. Utilizzando la nuova tecnologia dei transistor, Berezin ha sviluppato un sistema di prenotazione computerizzato per United Airlines, che era uno dei più grandi sistemi informatici dell'epoca, controllando 60 città in un sistema di comunicazione che forniva 1 secondo di tempo di risposta. Mentre lavorava per Teleregister, Berezin sviluppò anche il primo sistema bancario computerizzato.
Nel 1968, Berezin ha avuto l'idea di un word processor per semplificare il lavoro delle segretarie e nel 1969 ha fondato la Redactron Corporation, che è diventata una società ad azionariato diffuso e ha fornito migliaia di impianti ai clienti attraverso la sua organizzazione di vendita internazionale. Il principale prodotto dell'azienda si chiamava "Data Secretary" e aveva le dimensioni di un piccolo frigorifero, non aveva schermo e la tastiera e la stampante era una IBM Selectric.
Negli anni '70, nonostante il mercato continuasse ad essere forte, l'economia ha subito una grave inflazione, innalzando i tassi di interesse ad un livello (16%) insostenibile per un'azienda come Redactron che operava in un contesto mondiale in cui le attrezzature venivano noleggiate. L'azienda è stata venduta alla Burroughs Corporation nel 1976 e integrata nella sua divisione di apparecchiature per ufficio. Berezin rimase fino al 1979. Nel 1980, Berezin è stata presidente della Greenhouse Management Company, socio accomandatario di un gruppo di capitale di rischio dedicato alle aziende di alta tecnologia in fase iniziale.
Nel corso della sua carriera ha ricevuto la laurea honoris causa dalla Adelphi University e dalla Eastern Michigan University. Berezin ha anche fatto parte dei consigli di amministrazione di CIGNA, Standard Microsystems, Koppers e Datapoint. Berezin ha fatto parte del consiglio di amministrazione della Stony Brook Foundation presso la Stony Brook University, del Brookhaven National Laboratory e del Boyce Thompson Institute.
Berezin ha istituito il Berezin-Wilenitz Endowment, che donerà il valore del suo patrimonio per finanziare una cattedra, una borsa di studio o un fondo di ricerca alla Stony Brook University in qualsiasi campo della scienza come dichiarato nel suo testamento. Oltre alla fondazione, Berezin e il suo defunto marito hanno finanziato la Sam and Rose Berezin Endowed Scholarship, una borsa di studio completa che viene assegnata a uno studente universitario che ha intenzione di studiare nel campo della scienza, ingegneria o matematica, in onore dei suoi genitori. Berezin e Wilenitz hanno anche fondato l'Israel Wilenitz Endowment, che fornisce fondi accessori per il dipartimento di linguistica della Stony Brook University, dove Wilenitz ha ricevuto un master's degree.

### Vita privata
Berezin è stata sposata per 51 anni con Israel Wilenitz, un ingegnere chimico, nato nel 1922 a Londra. Wilenitz è morto il 20 febbraio 2003. Berezin è morta l'8 dicembre 2018 all'età di 93 anni.

## Premi
- Long Island Technology Hall of Fame (2006)[5]
- Women Achievers Against the Odds Honoree per il Long Island Fund for Women and Girls (2006)[12]
- Women in Technology International Hall of Fame (2011)[5]
- Long Island Distinguished Leadership Award (2011)[5]
- Top 100 Business Women in the United States per la rivista Bloomberg Businessweek[5]
- Dottorato ad honorem dalla Adelphi University[4][12]
- Dottorato ad honorem dalla Eastern Michigan University[4][12]
- Nel 2015, è stata nominata fellow del Computer History Museum per "il suo precoce lavoro di progettazione informatica e una vita di attività imprenditoriale"[8]

## Brevetti
- Apparecchio per il trasferimento di informazioni[14][15]
- Elaboratore di file di dati elettronici[16][17]
- Sistema di trasferimento delle informazioni[18][19]
- Apparecchio per il trasferimento dati on-line[20][21]
- Assemblaggio elettrico[22][23]
- Sistema di elaborazione dati[24][25]
- Dispositivo aritmetico[26][27]
- Calcolatrice elettronica con registro di archiviazione a ricircolo dinamico[28][29]
- Sistema di controllo con rilevamento della registrazione per una calcolatrice elettronica[30][31]